# Patuxent
De Patuxent is een rivier in de Amerikaanse staat Maryland. De rivier ontspringt in Mount Airy en mondt uit in Chesapeake Bay. De Patuxent River is 185 kilometer lang en is daarmee de langste van Maryland.

## Geschiedenis
Rond 6500 v.Chr. waren de Indianen die rondom de rivier leefden. Bij opgravingen nabij Bristol zijn de oudste menselijke aanwijzingen gevonden in het gebied van de middelste Atlantische Amerikaanse staten. Hier werden potten, speerpunten en restanten van wigwams gevonden. De plaats was vermoedelijk een levendig handelscentrum voor de regio.
De rivier werd voorheen Pawtuxunt genoemd, volgens een kaart uit 1608 van John Smith. Er wordt van uitgegaan dat hij de tweede Europese bezoeker was aan de rivier, nadat de Spanjaard Vicente Gonzalez in 1588 al eens bij de rivier was geweest. In de 17e eeuw voeren kolonisten de rivier al op om nieuwe nederzettingen te stichten. Bij deze nederzettingen werd vooral tabak verbouwd.
- Bibliothèque nationale de France: cb15378448v (data)
- Gemeinsame Normdatei: 4517275-4
- Library of Congress Control Number: sh85098804
- National Archives and Records Administration: 10045806
- Nationale Bibliotheek van Israël: 987007529554805171
- Système universitaire de documentation: 229432913
- Virtual International Authority File: 238117146
- WorldCat: E39PBJq6VBKmBXhWK43wh7RR8C